# Pliciloricus shukeri
Espèce
Pliciloricus shukeri est une espèce de loricifères de la famille des Pliciloricidae.

## Distribution
Cette espèce a été découverte sur le banc des Féroé dans l'océan Atlantique Nord, au Sud-Ouest des îles Féroé

## Publication originale
- Heiner & Kristensen, 2005 : Two new species of the genus Pliciloricus (Loricifera, Pliciloricidae) from the Faroe Bank, North Atlantic. Zoologischer Anzeiger, vol. 243, n. 3, p. 121-138.